# Pluteus fenzlii
Pluteus fenzlii är en svampart som först beskrevs av Schulzer, och fick sitt nu gällande namn av Corriol & P.-A. Moreau 2007. Pluteus fenzlii ingår i släktet Pluteus och familjen Pluteaceae.   Inga underarter finns listade i Catalogue of Life.